# Campeonato Europeo de Halterofilia de 1959
El XXXIX Campeonato Europeo de Halterofilia se celebró en Varsovia (Polonia) entre el 29 de septiembre y el 4 de octubre de 1959 bajo la organización de la Federación Europea de Halterofilia (EWF) y la Federación Polaca de Halterofilia.
El evento fue realizado en el XXXV Campeonato Mundial de Halterofilia. Los tres mejores halterófilos europeos de cada categoría recibieron las correspondientes medallas.

## Medallistas
| Evento  | Oro                                | Plata                                 | Bronce                               |
| ------- | ---------------------------------- | ------------------------------------- | ------------------------------------ |
| 56 kg   | Vladimir Stogov URSS 332,5         | Marian Jankowski · Polonia · 320,0    | Imre Földi · Hungría · 295,0         |
| 60 kg   | Marian Zieliński · Polonia · 365,0 | Sebastiano Mannironi · Italia · 350,0 | Kiril Yankov Bulgaria 320,0          |
| 67,5 kg | Viktor Bushuyev URSS 385,0         | Akop Faradzhian URSS 370,0            | Jan Czepułkowski · Polonia · 360,0   |
| 75 kg   | Fiodor Bogdanovski URSS 417,5      | Jan Bochenek · Polonia · 392,5        | Győző Veres · Hungría · 390,0        |
| 82,5 kg | Rudolf Pliukfelder URSS 457,5      | Ireneusz Paliński · Polonia · 432,5   | Václav Pšenička Checoslovaquia 402,5 |
| 90 kg   | Louis Martin Reino Unido 445,0     | Arkadi Vorobiov URSS 445,0            | Czesław Białas · Polonia · 422,5     |
| +90 kg  | Yuri Vlasov URSS 500,0             | Ivan Veselinov Bulgaria 455,0         | Eino Mäkinen · Finlandia · 447,5     |

1. 1 2 3  Fuerza (kg) + arrancada (kg) + dos tiempos (kg) = TOTAL (kg)

## Medallero
| Núm. | País           | Oro | Plata | Bronce | Total |
| ---- | -------------- | --- | ----- | ------ | ----- |
| 1    | URSS           | 5   | 2     | 0      | 7     |
| 2    | Polonia        | 1   | 3     | 2      | 6     |
| 3    | Reino Unido    | 1   | 0     | 0      | 1     |
| 4    | Bulgaria       | 0   | 1     | 1      | 2     |
| 5    | Italia         | 0   | 1     | 0      | 1     |
| 6    | Hungría        | 0   | 0     | 2      | 2     |
| 7    | Checoslovaquia | 0   | 0     | 1      | 1     |
| 7    | Finlandia      | 0   | 0     | 1      | 1     |
|      | TOTAL          | 7   | 7     | 7      | 21    |